# NRK1
NRK1はノルウェー放送協会テレビの主要チャンネル。

## 概要
1954年にテレビの実験放送を開始、定期試験放送は4年後の1958年4月13日。1960年8月20日に正式開局した。